# Canzoni da films
(Ma come ho fatto)
Canzoni da films, pubblicato nel 1976, è un album della cantante italiana Ornella Vanoni.

## Il disco
L'album raccoglie dei pezzi tratti da colonne sonore di film.
Non so più come amarlo dal film Jesus Christ Superstar
Anonimo Veneziano dal film omonimo di Enrico Maria Salerno
Un uomo una donna dal film omonimo di Claude Lelouch
Quei giorni insieme a te dal film Non si sevizia un paperino di Lucio Fulci
Ma come ho fatto dal film L'appuntamento di Jean Delannoy
Domani è un altro giorno inserito nel film La prima notte di quiete di Valerio Zurlini
Parla più piano dal film Il padrino di Francis Ford Coppola
Ninna nanna di Rosemary dal film Rosemary's Baby di Roman Polański
L'appuntamento inserito nel film Tony Arzenta di Duccio Tessari
La canzone di Leonardo, dallo sceneggiato tv La vita di Leonardo da Vinci di Renato Castellani
La canzone di Leonardo non è un brano inedito, ma venne pubblicato sul disco della colonna sonora dello sceneggiato tv La vita di Leonardo da Vinci edito dalla Ariston (AR/LP 12069) nel 1971. L'lp, comprendente quindici tracce, si apre con il pezzo cantato dalla Vanoni. Questa raccolta lo pubblica per la prima volta in un disco della cantante, in quanto l'lp del 1971 è accreditato al compositore delle musiche, Roman Vlad.
Il brano è uscito anche su un 45 giri, sempre edito dalla Ariston per il mercato estero, accreditato alla Vanoni che ha sul retro uno strumentale inedito del gruppo "Planetarium", anch'essi sotto contratto con la Ariston, e non presente nel loro lp "Infinity".

## Tracce
1. Non so più come amarlo - 3:40 - (Vito Pallavicini - Andrew Lloyd Webber - Tim Rice)
2. Anonimo Veneziano - 3:01 - (Luciano Beretta - Stelvio Cipriani)
3. Un uomo una donna- 3:06 - (Herbert Pagani - Pierre Barouh - Francis Lai)
4. Quei giorni insieme a te - 3:27 - (Iaia Fiastri - Riz Ortolani)
5. Ma come ho fatto - 3:35 - (Leo Chiosso- Bruno Canfora - Gustavo Palazio)
6. Domani è un altro giorno' - 3:10 - (Giorgio Calabrese- J. Chesnut)
7. Parla più piano - 2:29 - (Gianni Boncompagni - Nino Rota - L.Kusik)
8. Ninna nanna di Rosemary - 2:20 - (Mogol - Christopher Komeda)
9. L'appuntamento - 4:40 - (Bruno Lauzi - Roberto Carlos - Erasmo Carlos)
10. La canzone di Leonardo- 3:32 (musica di Roman Vlad su un sonetto di Leonardo da Vinci)

## Musicisti

### Artista
- Ornella Vanoni - voce

### Arrangiamenti
Franco Orlandini (1), Stelvio Cipriani (2), Augusto Martelli (3), Riz Ortolani (4), Bruno Canfora (5), Gianfranco Lombardi, (6, 7, 9)